# Boron (Territoire de Belfort)
Pour les articles homonymes, voir Boron.
Boron est une commune française située dans le département du Territoire de Belfort, la région culturelle et historique de Franche-Comté et la région administrative Bourgogne-Franche-Comté.
Ses habitants sont appelés les Boronais.

## Géographie
Le village est situé sur un plateau légèrement vallonné et aux trois-quarts couvert de forêts de feuillus. Le sol argileux et imperméable du Sundgau favorise la formation d'étangs innombrables. L'activité du village est encore principalement agricole, même si beaucoup des 401 habitants de 2006 travaillent à l'extérieur. En 1803, la population était de 362 habitants.

### Climat
Pour des articles plus généraux, voir Climat de la Bourgogne-Franche-Comté et Climat du Territoire de Belfort.
En 2010, le climat de la commune est de type climat de montagne, selon une étude du Centre national de la recherche scientifique s'appuyant sur une série de données couvrant la période 1971-2000. En 2020, Météo-France publie une typologie des climats de la France métropolitaine dans laquelle la commune est exposée à un climat semi-continental et est dans la région climatique  Vosges, caractérisée par une pluviométrie très élevée (1 500 à 2 000 mm/an) en toutes saisons et un hiver rude (moins de 1 °C). 
Pour la période 1971-2000, la température annuelle moyenne est de 9,6 °C, avec une amplitude thermique annuelle de 17,5 °C. Le cumul annuel moyen de précipitations est de 1 071 mm, avec 12 jours de précipitations en janvier et 10,3 jours en juillet. Pour la période 1991-2020, la température moyenne annuelle observée sur la station météorologique de Météo-France la plus proche, « Joncherey », sur la commune de Joncherey à 3 km à vol d'oiseau, est de 10,5 °C et le cumul annuel moyen de précipitations est de 1 086,9 mm. 
La température maximale relevée sur cette station est de 39 °C, atteinte le 7 août 2015 ; la température minimale est de −25 °C, atteinte le 7 janvier 1985,,. 
Les paramètres climatiques de la commune ont été estimés pour le milieu du siècle (2041-2070) selon différents scénarios d'émission de gaz à effet de serre à partir des nouvelles projections climatiques de référence DRIAS-2020. Ils sont consultables sur un site dédié publié par Météo-France en novembre 2022.

## Urbanisme

### Typologie
Au 1er janvier 2024, Boron est catégorisée commune rurale à habitat dispersé, selon la nouvelle grille communale de densité à sept niveaux définie par l'Insee en 2022.
Elle est située hors unité urbaine. Par ailleurs la commune fait partie de l'aire d'attraction de Delle (partie française), dont elle est une commune de la couronne,. Cette aire, qui regroupe 8 communes, est catégorisée dans les aires de moins de 50 000 habitants,.

### Occupation des sols
L'occupation des sols de la commune, telle qu'elle ressort de la base de données européenne d’occupation biophysique des sols Corine Land Cover (CLC), est marquée par l'importance des territoires agricoles (49,4 % en 2018), en diminution par rapport à 1990 (55,7 %). La répartition détaillée en 2018 est la suivante : terres arables (43,2 %), forêts (38,6 %), eaux continentales (6,9 %), zones urbanisées (5,1 %), prairies (4,5 %), zones agricoles hétérogènes (1,7 %). L'évolution de l'occupation des sols de la commune et de ses infrastructures peut être observée sur les différentes représentations cartographiques du territoire : la carte de Cassini (XVIIIe siècle), la carte d'état-major (1820-1866) et les cartes ou photos aériennes de l'IGN pour la période actuelle (1950 à aujourd'hui).

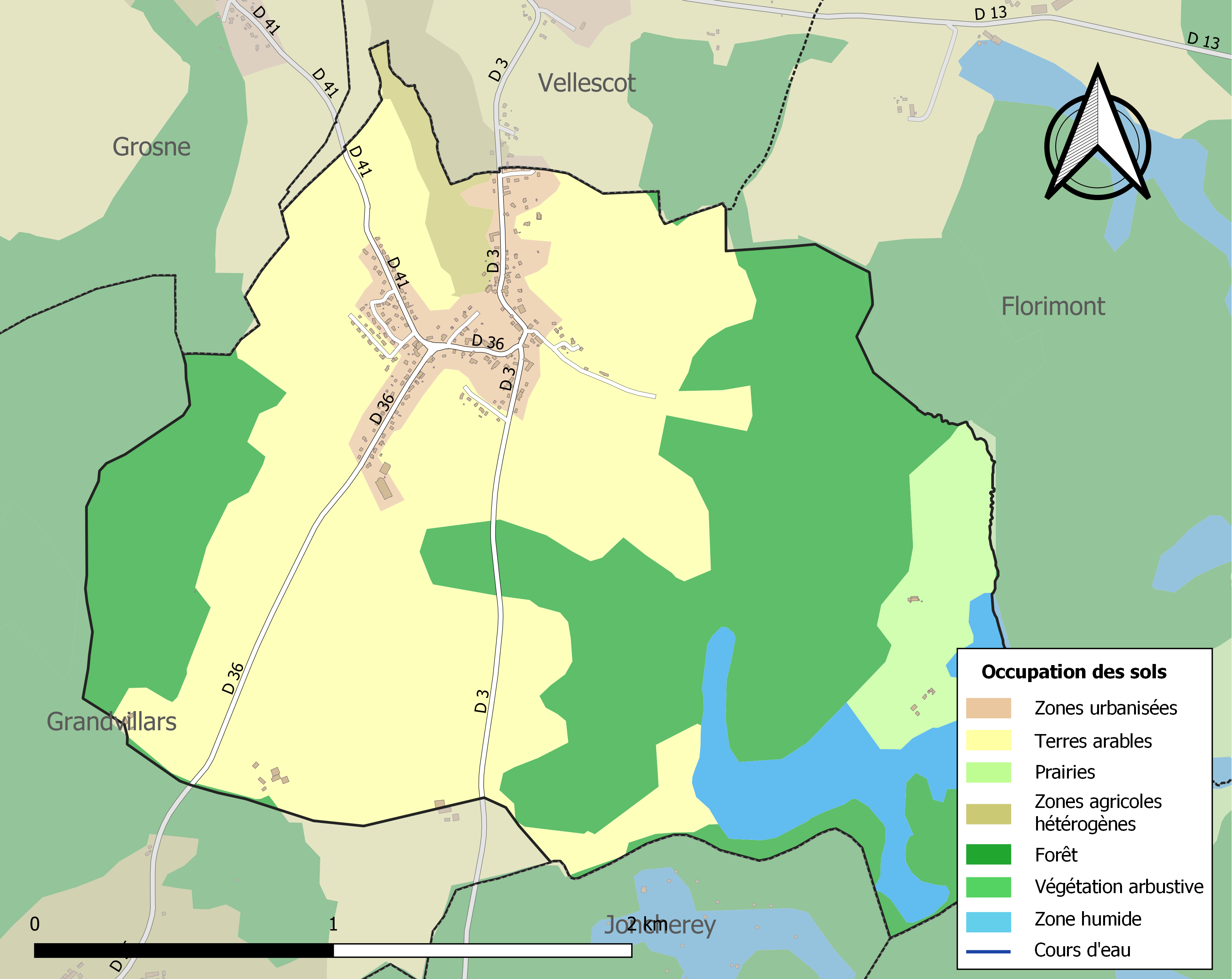
Carte des infrastructures et de l'occupation des sols de la commune en 2018 (CLC).

## Toponymie
- D'un nom de personne germanique Boro : Boron en 1105[13], Baron en 1576, Boron en 1618.
- « boron »[14]  veut dire percer, forer en vieux haut allemand, boron a donné le nom « bure » qui désigne un puits de mine ou une mine (percer un puits de mine). Comme Bure en Moselle.

## Histoire

### Faits historiques
Une voie romaine secondaire venant de Froidefontaine et Vellescot, traversait le territoire de Boron pour rejoindre la voie principale Mandeure-Augst à Delle. Au Moyen Âge, Boron fut rattachée à la paroisse de Grosne et ce n'est qu'au XIXe siècle que Boron devint paroisse indépendante en construisant son église, dédiée à saint Luc, en fonction à partir de 1850.
|  |  |

### Héraldique
| Armes de Boron | Les armes peuvent se blasonner ainsi : De gueules à trois poissons d'or rangés en bande. |

## Politique et administration
| Période                                  | Période  | Identité        | Étiquette | Qualité |
| ---------------------------------------- | -------- | --------------- | --------- | ------- |
| Les données manquantes sont à compléter. |          |                 |           |         |
| mars 2001                                |          | Guy Bourquin    |           |         |
| 2014                                     | En cours | Dominique Tréla |           |         |

## Population et société

### Démographie
L'évolution du nombre d'habitants est connue à travers les recensements de la population effectués dans la commune depuis 1793. Pour les communes de moins de 10 000 habitants, une enquête de recensement portant sur toute la population est réalisée tous les cinq ans, les populations de référence des années intermédiaires étant quant à elles estimées par interpolation ou extrapolation. Pour la commune, le premier recensement exhaustif entrant dans le cadre du nouveau dispositif a été réalisé en 2006.

En 2022, la commune comptait 490 habitants, en évolution de +3,59 % par rapport à 2016 (Territoire de Belfort : −2,78 %, France hors Mayotte : +2,11 %).
| 1793 | 1800 | 1806 | 1821 | 1831 | 1836 | 1841 | 1846 | 1851 |
| ---- | ---- | ---- | ---- | ---- | ---- | ---- | ---- | ---- |
| 372  | 386  | 379  | 376  | 455  | 355  | 338  | 356  | 348  |

| 1856 | 1861 | 1866 | 1872 | 1876 | 1881 | 1886 | 1891 | 1896 |
| ---- | ---- | ---- | ---- | ---- | ---- | ---- | ---- | ---- |
| 300  | 307  | 287  | 285  | 304  | 286  | 284  | 287  | 249  |

| 1901 | 1906 | 1911 | 1921 | 1926 | 1931 | 1936 | 1946 | 1954 |
| ---- | ---- | ---- | ---- | ---- | ---- | ---- | ---- | ---- |
| 271  | 237  | 263  | 215  | 195  | 189  | 177  | 162  | 190  |

| 1962 | 1968 | 1975 | 1982 | 1990 | 1999 | 2006 | 2011 | 2016 |
| ---- | ---- | ---- | ---- | ---- | ---- | ---- | ---- | ---- |
| 187  | 189  | 227  | 291  | 356  | 351  | 401  | 434  | 473  |

| 2021 | 2022 | - | - | - | - | - | - | - |
| ---- | ---- | - | - | - | - | - | - | - |
| 489  | 490  | - | - | - | - | - | - | - |

## Culture locale et patrimoine

### Lieux et monuments
- Église Saint-Luc. La construction a commencé en mai 1849 et l'église a été ouverte au culte en octobre 1850. Elle a été dotée d'un bel orgue Verschneider en 1878. Une restauration de l'intérieur, puis de l'extérieur, a été réalisée au début du XXIe siècle[15].

### Personnalités liées à la commune
- Robert de Boron, écrivain français du XIIe siècle et auteur d'un Conte du graal et d'une Vie de Merlin l'enchanteur, serait originaire de Boron.
- François Nicolas de Salomon (1739-1799), général de brigade de la Révolution française, mort à Boron.

## Pour approfondir